# Нормандская дыра

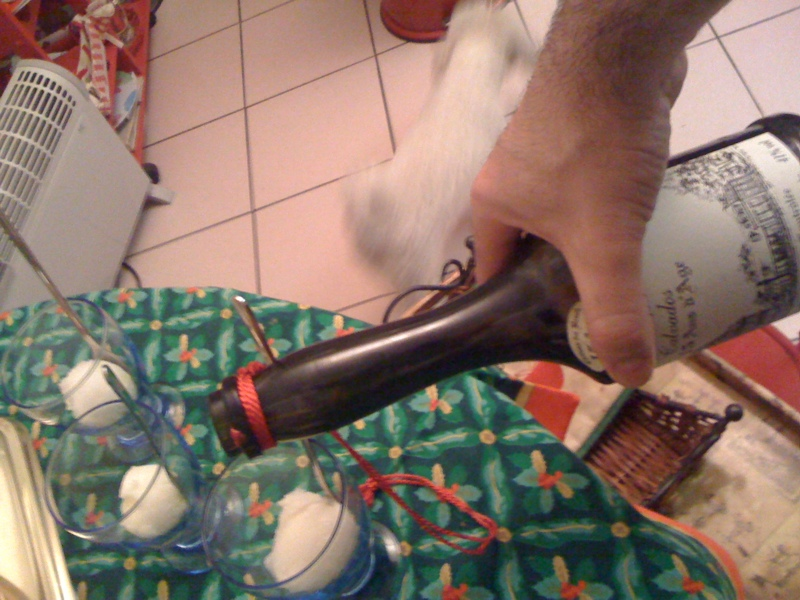

Норма́ндская дыра́ (фр. le trou normand) — французская традиция прерывания приёма пищи для выпивания маленькой порции алкоголя, обычно кальвадоса, с целью облегчения пищеварения и пробуждения аппетита при долгом поглощении пищи.
В сегодняшней Франции на праздничных обедах в рюмочку кальвадоса добавляют шарик мороженого-шербета.
С середины XIX века существует Великий орден Нормандской дыры (фр. Grand Ordre du Trou Normand), куда входят не только производители кальвадоса, но и его ценители — прославленные шеф-повара, политики, журналисты, актёры и певцы.

## История термина
Во Франции для выпивания маленькой порции алкоголя между блюдами издавна употреблялся термин «coup du milieu» (глоток на середине), встречающийся ещё у древнеримского автора комедий из Карфагена Теренция. Действие традиционно практиковалось во многих французских регионах с употреблением коньяка или арманьяка. Превратившись в trou du milieu, термин изменился при употреблении кальвадоса, став указывать на место его производства — Нормандию — «trou Normand».

## Одноимённый десерт

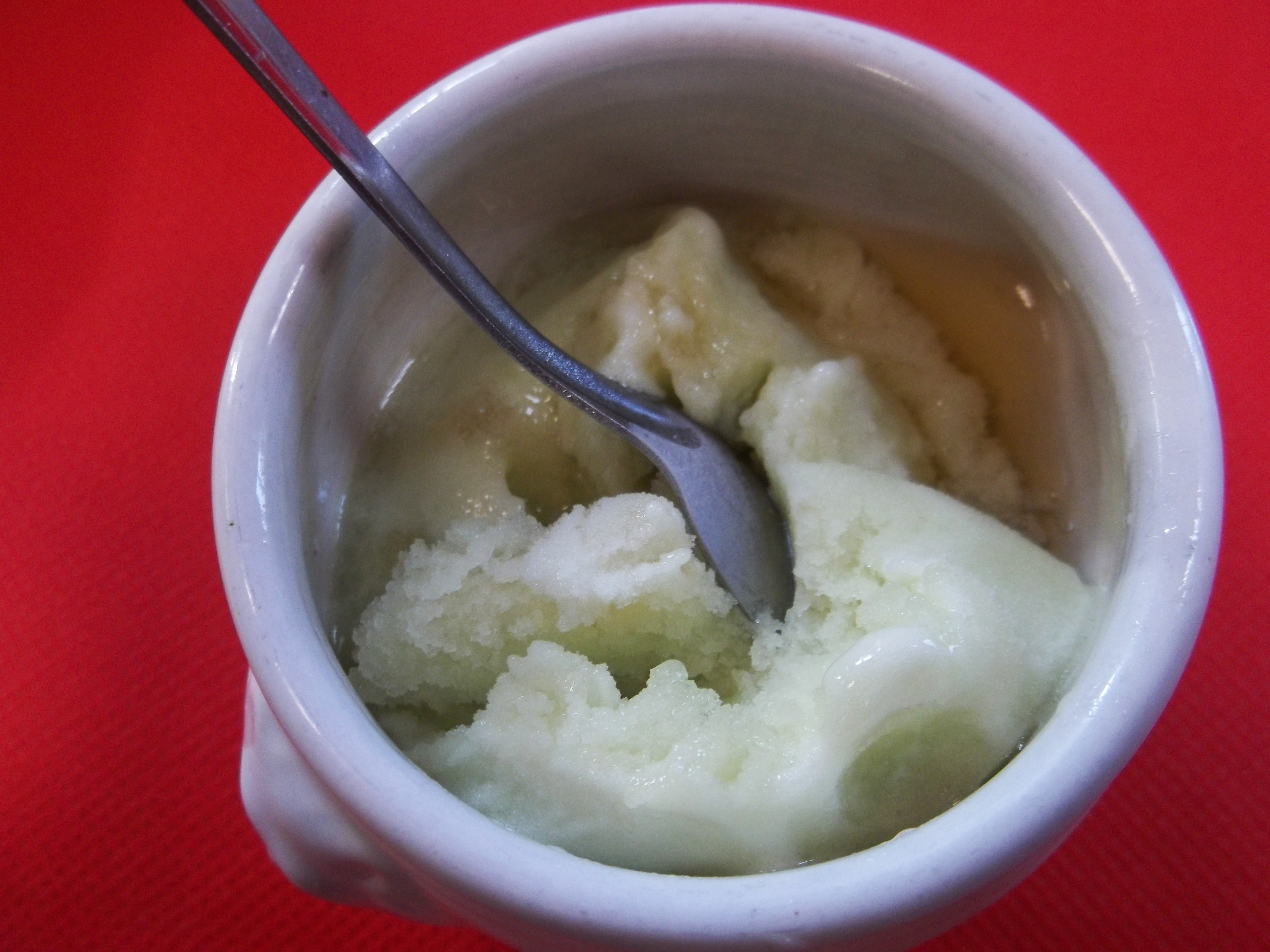
Яблочный шербет с кальвадосом

Традиция послужила возникновению десерта с таким же названием «Норма́ндская дыра́» — яблочного шербета с добавлением кальвадоса.